# Thomas-Morus-Gymnasium (Oelde)
Das Thomas-Morus-Gymnasium Oelde ist ein Gymnasium in Oelde im Kreis Warendorf in Nordrhein-Westfalen. Benannt ist es nach Thomas Morus (1478–1535), einem englischen Staatsmann und humanistischen Autor der Renaissance. 
Victor Smolski (* 1969 in Minsk), ein in Deutschland lebender belarussischer Musiker und Rennfahrer, tritt ehrenamtlich für Zivilcourage ein, indem er das Projekt Schule ohne Rassismus, Schule mit Courage am Thomas-Morus-Gymnasium in Oelde unterstützt. Er tritt für diese Schule als Pate ein.

## Geschichte
Das Thomas-Morus-Gymnasium wurde im April 1962 als neusprachliches Gymnasium gegründet. Die ersten Abiturprüfungen fanden 1967 statt. 1971 und 1976 wurde aufgrund steigender Schülerzahlen jeweils ein weiteres Gebäude errichtet und in den nachfolgenden Jahren das Hauptgebäude erweitert. 2011 wurde der Ganztagsunterricht eingeführt.

## Ehemalige Lehrer
- Rudolf Kimmina (1944–2024),  Maler und ehemaliger Kunstlehrer am Thomas-Morus-Gymnasium

## Ehemalige Schüler
- Alexander Erdland (* 1951), Abitur 1970,  Diplom-Kaufmann, Versicherungs- und Bankmanager, von 2006 bis 2016 Vorstandsvorsitzender des Finanzdienstleistungskonzerns Wüstenrot & Württembergische AG in Stuttgart, von 2012 bis 2017 Präsident des Gesamtverbandes der Deutschen Versicherungswirtschaft (GDV)
- Anja Höfer (* 1971), Journalistin, Hörfunk- und Fernsehmoderatorin, Abitur 1991
- Franz Kahle (* 1959),  Jurist und Politiker (Bündnis 90/Die Grünen), hat das Thomas-Morus-Gymnasium besucht
- Thomas R. Nütten (* 1971),  ehemaliger US-amerikanischer American-Football-Spieler und Gewinner des Super Bowl XXXIV. Er besuchte bis zur 9. Klasse das Thomas-Morus-Gymnasium.